# Denis Hunt
Denis Perrior Hunt (8 tháng 9 năm 1937 - 29 tháng 1 năm 2019) là một cầu thủ bóng đá người Anh thi đấu ở vị trí hậu vệ trái có hơn 320 lần ra sân ở Football League cho Gillingham từ năm 1958 đến năm 1968. Sau đó ông trở thành cầu thủ-huấn luyện viên của Folkestone năm 1969 và sau đó dẫn dắt Ashford Town và Margate.

## Cuộc sống cá nhân
Hunt lớn lên trong một gia đình có truyền thống bóng đá, là anh của Ralph Hunt và cháu của Douglas Hunt. Trước khi trở thành cầu thủ bóng đá chuyên nghiệp, Hunt phục vụ ở Quân đội Anh và sau khi giải nghệ, ông mở một quầy báo ở Folkestone.

## Danh hiệu

### Với tư cách cầu thủ
Gillingham
- Football League Fourth Division: 1963-64[8]

### Với tư cách huấn luyện viên
Margate
- Southern League First Division South: Football League 1977-78 1977-78[6]
- Southern League Merit Cup: 1977-78[6]

## Thống kê sự nghiệp
| Câu lạc bộ          | Mùa giải            | Giải quốc nội       | Giải quốc nội | Giải quốc nội | Cúp FA  | Cúp FA    | League Cup | League Cup | Tổng    | Tổng      |
| Câu lạc bộ          | Mùa giải            | Hạng đấu            | Số trận       | Bàn thắng     | Số trận | Bàn thắng | Số trận    | Bàn thắng  | Số trận | Bàn thắng |
| ------------------- | ------------------- | ------------------- | ------------- | ------------- | ------- | --------- | ---------- | ---------- | ------- | --------- |
| Gillingham          | 1958-59             | Fourth Division     | 25            | 0             | 2       | 0         | —          | —          | 27      | 0         |
| Gillingham          | 1959-60             | Fourth Division     | 42            | 0             | 3       | 0         | —          | —          | 45      | 0         |
| Gillingham          | 1960-61             | Fourth Division     | 45            | 1             | 3       | 0         | 2          | 0          | 50      | 1         |
| Gillingham          | 1961-62             | Fourth Division     | 44            | 1             | 1       | 0         | 1          | 0          | 46      | 1         |
| Gillingham          | 1962-63             | Fourth Division     | 27            | 0             | 1       | 0         | 0          | 0          | 28      | 0         |
| Gillingham          | 1963-64             | Fourth Division     | 43            | 3             | 1       | 0         | 5          | 0          | 49      | 3         |
| Gillingham          | 1964-65             | Third Division      | 16            | 0             | 3       | 0         | 1          | 0          | 20      | 0         |
| Gillingham          | 1965-66             | Third Division      | 6             | 0             | 0       | 0         | 0          | 0          | 6       | 0         |
| Gillingham          | 1966-67             | Third Division      | 39            | 0             | 2       | 0         | 5          | 0          | 46      | 0         |
| Gillingham          | 1967-68             | Third Division      | 35            | 1             | 1       | 0         | 3          | 0          | 39      | 1         |
| Gillingham          | Tổng                | Tổng                | 322           | 6             | 17      | 0         | 17         | 0          | 356     | 6         |
| Brentford           | 1968-69             | Fourth Division     | 12            | 0             | 0       | 0         | 2          | 0          | 14      | 0         |
| Tổng cộng sự nghiệp | Tổng cộng sự nghiệp | Tổng cộng sự nghiệp | 334           | 6             | 17      | 0         | 19         | 0          | 370     | 6         |